# Sibbaldia cuneata
Sibbaldia cuneata är en rosväxtart som beskrevs av Jens Wilken Hornemann och Carl Ernst Otto Kuntze. Sibbaldia cuneata ingår i släktet dvärgfingerörter, och familjen rosväxter. Utöver nominatformen finns också underarten S. c. micrantha.